# Thaumalea pachystyla
Thaumalea pachystyla är en tvåvingeart som beskrevs av Vaillant 1977. Thaumalea pachystyla ingår i släktet Thaumalea och familjen mätarmyggor.
Artens utbredningsområde är Frankrike. Inga underarter finns listade i Catalogue of Life.